# Mage (häst)
Mage, född 18 april 2020, är ett engelskt fullblod, mest känd för att ha segrat i Kentucky Derby (2023).

## Bakgrund
Mage är en fuxhingst efter Good Magic och under Puca (efter Big Brown). Han föddes upp av Grandview Equine och ägs av OGMA Investments, Ramiro Restrepo, Sterling Racing & Commonwealth Thoroughbreds. Han tränas av Gustavo Delgado.
Mage började tävla i januari 2023 och har hittills sprungit in 2 507 450 dollar på 7 starter, varav 2 segrar, 2 andraplatser och 1 tredjeplats. Han har tagit karriärens hittills största seger i Kentucky Derby (2023). Han har även kommit på andra plats i Florida Derby (2023) och på tredje plats i Preakness Stakes (2023).

## Karriär
Mage startade inte som tvååring, utan gjorde tävlingsdebut i januari 2023 i ett maidenlöp på Gulfstream Park, där han även segrade. Han kom sedan på fjärde plats i grupp 2-löpet Fountain of Youth Stakes, för att sedan komma på andra plats i Florida Derby. Via Road to Kentucky Derby hade han tagit tillräckligt med poäng för att starta i 2023 års upplaga av Kentucky Derby.
I Kentucky Derby tog Mage sin hittills största seger, då han segrade med en längd över Two Phil's, då han reds av jockeyn Javier Castellano. Han är tillsammans med Regret (1915), Big Brown (2008) och Justify (2018) de enda Derbyvinnarna som endast gjort tre tidigare starter. Mage, Justify och Apollo (1882) är de enda hästarna som segrat i Kentucky Derby utan att ha tävlat som tvååringar.
Han kom sedan trea i Preakness Stakes, tvåa i Haskell Stakes och sjua i Travers Stakes.

### Som avelshingst
Mage avslutade tävlingskarriären för att istället vara verksam som avelshingst på Airdrie Stud under 2024.

## Statistik
| Datum           | Distans     | Löp                      | Grupp | Bana             | Finish | Tid     | Jockey            | Ref    |
| --------------- | ----------- | ------------------------ | ----- | ---------------- | ------ | ------- | ----------------- | ------ |
| 28 januari 2023 | 7 furlongs  | Maiden Special Weight    |       | Gulfstream Park  | 1      | 1:22.54 | Edgar Perez       | [ 5 ]  |
| 4 mars 2023     | 1 ⁄16miles  | Fountain of Youth Stakes | II    | Gulfstream Park  | 4      | 1:43.12 | Javier Castellano | [ 6 ]  |
| 1 april 2023    | 1 ⁄8miles   | Florida Derby            | I     | Gulfstream Park  | 2      | 1:49.37 | Luis Saez         | [ 7 ]  |
| 6 maj 2023      | 1 ⁄4miles   | Kentucky Derby           | I     | Churchill Downs  | 1      | 2:01.57 | Javier Castellano | [ 8 ]  |
| 20 maj 2023     | 1 3⁄16miles | Preakness Stakes         | I     | Pimlico          | 3      | 1:55.12 | Javier Castellano | [ 9 ]  |
| 22 juli 2023    | 1 ⁄8 miles  | Haskell Stakes           | I     | Monmouth Park    | 2      | 1:49.52 | Javier Castellano | [ 10 ] |
| 26 augusti 2023 | 1 ⁄4 miles  | Travers Stakes           | I     | Saratoga Harness | 7      | 2:02.23 | Flavien Prat      | [ 11 ] |

## Stamtavla
| Efter Good Magic (2015) | Curlin (2004)          | Smart Strike (CAN) (1992) | Mr. Prospector (1970)        |
| Efter Good Magic (2015) | Curlin (2004)          | Smart Strike (CAN) (1992) | Classy 'n Smart (CAN) (1981) |
| Efter Good Magic (2015) | Curlin (2004)          | Sheriff's Deputy (1994)   | Deputy Minister (CAN) (1979) |
| Efter Good Magic (2015) | Curlin (2004)          | Sheriff's Deputy (1994)   | Barbarika (1985)             |
| Efter Good Magic (2015) | Glinda the Good (2009) | Hard Spun (2004)          | Danzig (1977)                |
| Efter Good Magic (2015) | Glinda the Good (2009) | Hard Spun (2004)          | Turkish Tryst (1991)         |
| Efter Good Magic (2015) | Glinda the Good (2009) | Magical Flash (1990)      | Miswaki (1978)               |
| Efter Good Magic (2015) | Glinda the Good (2009) | Magical Flash (1990)      | Gil's Magic (1983)           |
| Undan Puca (2012)       | Big Brown (2005)       | Boundary (1990)           | Danzig (1977)                |
| Undan Puca (2012)       | Big Brown (2005)       | Boundary (1990)           | Edge (1978)                  |
| Undan Puca (2012)       | Big Brown (2005)       | Mien (1999)               | Nureyev (1977)               |
| Undan Puca (2012)       | Big Brown (2005)       | Mien (1999)               | Miasma (1992)                |
| Undan Puca (2012)       | Boat's Ghost (2004)    | Silver Ghost (1982)       | Mr. Prospector (1970)        |
| Undan Puca (2012)       | Boat's Ghost (2004)    | Silver Ghost (1982)       | Misty Gallore (1976)         |
| Undan Puca (2012)       | Boat's Ghost (2004)    | Rocktheboat (1996)        | Summer Squall (1987)         |
| Undan Puca (2012)       | Boat's Ghost (2004)    | Rocktheboat (1996)        | Native Boat (1989)           |

Mage är inavlad 4s × 4d till Danzig, vilket betyder att Danzig förekommer två gånger i den fjärde generationen, en gång på faderns sida, och en gång på moderns sida.